# 행동 현대성

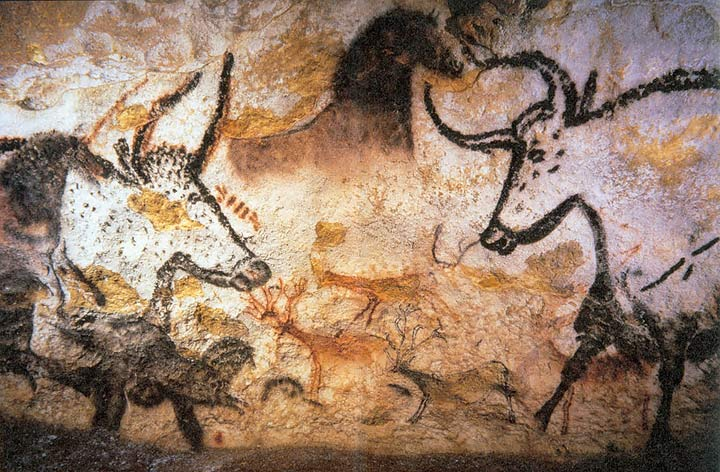
16000년 전, 구석기 시대의 라스코의 벽화

행동 현대성 (行動現代性)은 인류학, 고고학 등에서 사용되는 말로, 현생 인류와 그 조상에 특유이며, 다른 현생 영장류나 멸종한 사람과의 생물이 가지고 있지 않았던 행동을 가리킨다. 행동 현대성은 호모 사피엔스가 상징적 사고에의 의존을 높여 문화적인 창조성을 나타내기 시작한 것을 의미하고 있다. 이러한 행동의 진화는 언어의 진화와 관련하고 있다고 생각되는 일이 많다.
행동 현대성의 기원에 대해서, 크게 두 이론이 있다. 하나는 대략 5만 년 전에, 자연 언어의 발생을 가능하게 하는 뇌의 구조의 재구축이나, 혹은 큰 유전적 변화에 의해서 돌연 일어났다고 생각한다. 이 이론은 대비약, 대약진, 구석기 시대 혁명 등으로 불린다. 또 하나의 이론으로는, 단일의 기술적, 인지적인 혁명은 일어나지 않고, 만 년 단위로의 점진적인 유전적 변화, 지식·기술·문화의 축적이 원인이라고 생각한다.

## 정의
행동 현대성은 인류의 역사를 통해 모든 인류 집단에 공유되고 있는 주요한 특징으로, 문화 보편으로서 관찰된다. 일반적으로는 언어, 종교, 예술, 음악, 신화, 오락, 농담 등이 포함된다.
문화 보편은 매우 고립한 민족을 포함한 모든 문화에서 발견되기 때문에, 과학자는 이러한 특징이 출 아프리카 전에 진화했거나, 발명되었을 것이라고 생각하고 있다. 또 구체적으로는 이하의 행동을 포함한다.
- 세련된 도구, (도구를 만들기 위한) 2차 도구
- 낚시
- 집단 내에서의 물물교환, 장거리 간으로의 교역
- 색소, 안료의 사용, 보석 등에 의한 신체 장식
- 동굴 벽화, 페트로글리프와 같은 상징적인 표현물
- 놀이, 음악
- 매장

## 시기
행동 현대성의 탄생이 단일의 사건이었는가, 점진적인 사건이었는가는 격렬한 논의의 목표가 되었다.

### 비약설
이 이론은 아프리카나 유럽에서 5만 년부터 4만 년 전 무렵에 마음과 행동의 비약적인 진화가 일어났다고 주장한다. 그리고 5만 년 이전에 살아 있던 인류는 네안데르탈인이나 호모 에렉투스와 같은 멸종한 사람처럼 원시적으로, 행동 상은 분간할 수 없었다고 주장한다. 이 이론의 지지자는 근거로 5만 년 이후에 증가하는 복잡한 인공물, 벽화나 골각기 등을 근거로 한다. 그들은 5만 년 이전의 화석 기록에는 그러한 인공물은 없고, 그것은 그 이전의 인류가 그러한 인공물을 만드는 인지적인 능력을 가지고 있지 않았기 때문이라고 주장한다.
재러드 다이아몬드는 아슈르 문화와 무스티에 문화 사이에 몇 안 되는 문화의 변화 밖에 보지 못하고, 사람들은 정체한 생활을 보내고 있었다고 말했다. 그 후 뛰어난 도구 제작, 세련된 무기, 조각, 동굴 벽화, 신체 장식, 장거리 교역과 같은 문화가 급속히 발달했다. 또 인간은 지금까지 무인인 오스트레일리아나 북 유라시아에도 진출했다. 비약은 네안데르탈인의 멸종과 동시기에 일어났다. 이 견해에 근거하면, 해부학적 현대인의 등장은 행동적 현대인의 등장보다 10만 년 이상 빨랐다.

### 점진설

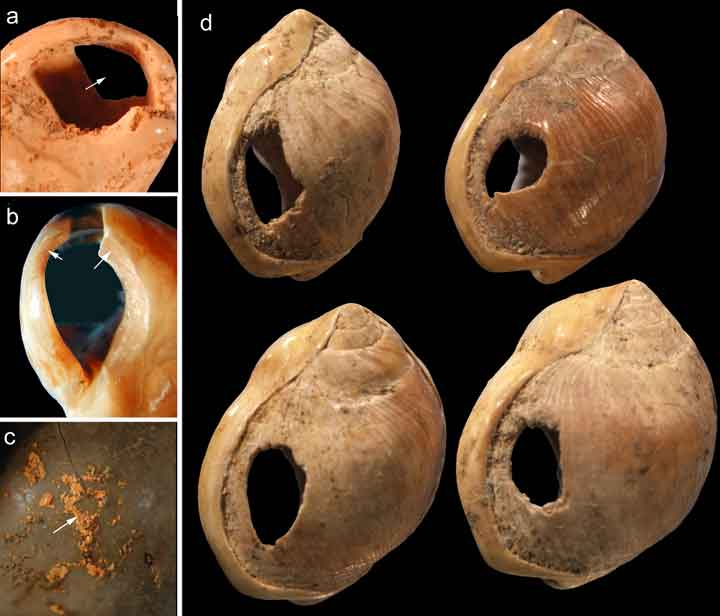
브론보스 유적에서 발견된 패각으로 만들어진 비드.

점진설의 지지자는 단일의 유전적, 혹은 생물학적 변화는 현대 행동의 출현의 원인은 되지 않는다고 주장한다. 그들은 수 만 년 단위로 진행되는 사회문화적, 사회 생물학적 진화가 행동 현대성의 원인이라고 주장한다. 이 이론의 근거는 중기 구석기 시대 (25만에서 5만 년 전)에 아프리카나 레반트 등에서 발견되고 있는 유물이다. 예를 들어 카후제의 부장품을 수반하는 의식적 매장은 9만 년 전의 물건이다. 안료는 아프리카의 유적에서 발견되고 있어 10만 년 이상 전까지 거슬러 올라간다.
그들은 후기 구석기 시대 초기에 일어난 것처럼 보이는 기술 혁명이, 실은 증대한 인간에 의한 문화 교류의 결과라고 생각한다. 일부의 이론가는 후기 구석기 시대에의 이행기에 일어난 급속한 문화 진화는, 빙하의 증대에 기인하는 건조 등의, 곤란한 환경에 의해서 일으켜진 가능성이 있다고 주장한다. 또 그들은 해부학적 특징의 진화가 행동의 진화보다 빨랐다는 가정에 이의를 주장해 모두 점진적으로 진화했다고 생각한다. 커티스 마린과 동료가 발견한 16만 년 전 남아프리카의 낚시나 상징적 행동의 흔적은, 이 설을 지지한다.

## 관련 문헌
- 스티븐 미즌 '마음의 선사시대' 오즈치사 (1998/08)
- Archeology and the Evolution of Human Behavior by RICHARD G. KLEIN

## 같이 보기
- 인류 지능의 진화
- 인류의 진화